# Unione Bassa Est Parmense
L'Unione Bassa Est Parmense è un ente locale autonomo, costituitosi nel 2010, che aggrega i comuni di Colorno, Sorbolo Mezzani e Torrile. Presenta una popolazione di 29.597 abitanti che si estende su una superficie di 152,54 km². 
La sede legale dell'Unione è stabilita a Sorbolo; l’attuale presidente dell'Unione è Nicola Cesari, sindaco di Sorbolo Mezzani.

## La fondazione
L'unione Bassa Est Parmense viene costituita il 23 dicembre 2009 (con effetto dal 1 gennaio 2010) subentrando all’Unione Sorbolo Mezzani in essere dal 2003 a seguito dell’ingresso del comune di Colorno.
Nel 2016 aderisce anche il comune di Torrile.

## Principali funzioni
Fonte: Poleis
Le principali funzioni conferite dai comuni aderenti all'Unione, sono:
- sistemi Informativi Associati
- servizi sociali
- polizia municipale
- personale
- tributi
- Sportello Unico Attività Produttive
- segreteria e servizi demografici
- catasto
- protezione civile e coordinamento primi soccorsi

## Consiglio
Il Consiglio dell'Ente dal 25 luglio 2019 è così composto :
- Cesari Nicola – Sindaco pro-tempore del Comune di Sorbolo Mezzani
- Stocchi Christian - Sindaco pro-tempore del Comune di Colorno
- Fadda Alessandro – Sindaco pro-tempore del Comune di Torrile
- Comelli Marco
- Fava Gianmaria
- Azzali Romeo
- Boriani Sandra
- Benecchi Luciano
- Zanichelli Irene
- Soncini Gianni
- Gentile Antonio
- Faelli Giorgio
- Zilioli Maura
- Bacchini Barbara
- Segnatelli Maurizio
- Rosa Jacopo
- Pasini Lorenzo